# Hans Lennman
Hans Lennman, född 1683, död 26 september 1743 i Stockholm, var en svensk handlare.
Hans Lennman var son till lärftskrämaren Hans Matsson. Han fick 1704 burskap i Stockholm som spannmålshandlare och blev rik på sin affärsrörelse, och upprätthöll handelskontakter med så avlägsna platser som Tripolis, Alexandria och Konstantinopel. Lennman var även en framstående manufakturidkare. 1717 erhöll han och hans medintressenter privilegium på ett segelduks-, buldans– och flaggduksväveri jämte repslageri. Han mottog stora beställningar på segel och flaggdukar från amiralitetet och privilegierades för att ensam få leverera tågvirke till flottan. 1731 fick han tillstånd att inrätta ett tobaksspinneri. Anläggningarna låg på Kungsholmen, där Lennmalm vid Klara sjö köpte han stora områden. Han ägde även Västernäs, Österåkers kommun i Ljusterö socken och andra hemman jämte ett tegelslageri i Värmdö skeppslag. Han arrenderade Stockholms stads varv vid Tegelviken, och gjorde stora investeringar i att rusta upp dem. Vid Tegelviken bedrev han en omfattande skeppbyggeriverksamhet för flottans räkning. I början av frihetstiden var Lennman en av de mer aktiva inom Stockholms borgerskap. Han tillhörde även kyrkorådet i Kungsholms församling, där han kom att begravas i ett 1734 uppfört gravkor.